# تاونشیپ ۷، شهرستان روکس، کانزاس
تاونشیپ ۷ (به انگلیسی: Township 7) یک منطقهٔ مسکونی در ایالات متحده آمریکا است که در کانزاس واقع شده‌است. تاونشیپ ۷، ۱۸۵ نفر جمعیت دارد و ۶۰۱ متر بالاتر از سطح دریا قرار دارد.